# Helgamässtjärnen
Helgamässtjärnen är en sjö i Sollefteå kommun i Ångermanland och ingår i Ångermanälvens huvudavrinningsområde. Sjön har en area på 0,0545 kvadratkilometer och ligger 492,1 meter över havet. Sjön avvattnas av vattendraget Lill-Lungnan.

## Delavrinningsområde
Helgamässtjärnen ingår i det delavrinningsområde (703258-152272) som SMHI kallar för Inloppet i Lungsjön. Medelhöjden är 391 meter över havet och ytan är 36,11 kvadratkilometer. Det finns inga avrinningsområden uppströms utan avrinningsområdet är högsta punkten. Lill-Lungnan som avvattnar avrinningsområdet har biflödesordning 5, vilket innebär att vattnet flödar genom totalt 5 vattendrag innan det når havet efter 156 kilometer. Avrinningsområdet består mestadels av skog (89 procent). Avrinningsområdet har 0,05 kvadratkilometer vattenytor vilket ger det en sjöprocent på 0,1 procent.